# لپ‌تاپ (فیلم ۲۰۱۲)
«لپ‌تاپ» (انگلیسی: Laptop) یک فیلم است که در سال ۲۰۱۲ منتشر شد. از بازیگران آن می‌توان به بحث:راهول بوز اشاره کرد.